# ویلیام اف دوراند
ویلیام اف دوراند (انگلیسی: William F. Durand; ۵ مارس ۱۸۵۹ – ۹ اوت ۱۹۵۸) فرد نظامی اهل ایالات متحده آمریکا بود.
وی همچنین برندهٔ جوایزی همچون مدال فرانکلین شده‌است.